# Adlullia lali
Adlullia lali är en fjärilsart som beskrevs av Alexander Schintlmeister 1994. Adlullia lali ingår i släktet Adlullia och familjen tofsspinnare. Inga underarter finns listade i Catalogue of Life.